# Her Official Fathers
Pour plus de détails, voir Fiche technique et Distribution.
Her Official Fathers est un film muet américain réalisé par Elmer Clifton et Joseph Henabery et sorti en 1917.

## Synopsis
Janice est une fille riche dont la fortune a été confiée à deux vice-présidents de la sociétés de fiducie. L'un des vice-présidents propose son fils en mariage à la jeune fille mais elle se retrouve également à accepter la proposition du fils de l'autre vice-président. Confuse au sujet de qui elle préfère, elle change d'avis et se fiance à un caissier de banque. Lorsque les véritables motivations de ses trois prétendants potentiels sont révélées, Janice prend la bonne décision quant à savoir qui épouser.

## Fiche technique
- Titre : Her Official Fathers
- Réalisation : Elmer Clifton, Joseph Henabery
- Scénario : Roy Somerville, d'après une nouvelle de Hugh S. Miller
- Chef opérateur : Karl Brown
- Production : Fine Arts Film Company
- Distribution : Triangle Distributing
- Genre : Comédie
- Durée : 50 minutes
- Dates de sortie : 
  -  États-Unis : 8 avril 1917

## Distribution
- Dorothy Gish : Janice
- Frank Bennett : Steven Peabody
- F.A. Turner : John Webster
- Sam De Grasse : Ethan Dexter
- Fred Warren : Henry Jarvis
- Milton Schumann : Winfield Jarvis
- Jennie Lee : Tante Lydia
- Richard Cummings : Anthony White
- Charles Lee : William Blaine
- Hal Wilson : John
- Bessie Buskirk : la domestique